# Хлудовский ручей (приток Сочи)
Хлу́довский руче́й (Прохладный ручей) — малая река в микрорайоне Донская и на границе микрорайона Гагарина Центрального района города Сочи.

## Топографическая характеристика
Правый приток реки Сочи, впадающий в неё в 2 км от устья. В пределах микрорайона Донская проходит в подземном канале. На границе микрорайона Гагарина проходит параллельно железной дороге.

## Река в истории
До середины XIX века ручей назывался Шлабистага. В его долине располагался аул Мисауста Чизмаа убыхского общества Псахе. Современное название получено по имени крупного землевладельца В. А. Хлудова, его имение располагалось на восточном склоне горы Виноградной. До В. А. Хлудова эти земли принадлежали С. И. Мамонтову.